# Neon Neon
Neon Neon es un proyecto musical británico-estadounidense colaborativo de los productores Boom Bip y el gales Gruff Rhys, el líder de la banda de rock galesa Super Furry Animals, Empezaron a trabajar en el proyecto en octubre de 2006, originalmente bajo el nombre de Delorean.
Gruff Rhys puso en duda el futuro de Neon Neon en una entrevista de 2008 para la BBC: "No sé si hacer otro disco de Neon Neon porque era un disco bastante específico sobre la historia de la vida de [John] DeLorean. Si hiciéramos algo en el futuro, tendría que ser algo diferente. Pero está bien que nos haya ido bien y que podamos tocarlo en directo".
Neon Neon remezcló la canción de la banda británica Oasis "To Be Where There's Life" de su álbum Dig Out Your Soul para incluirla como cara B del single de Oasis, "I'm Outta Time". Sin embargo, solo se publicó en la copia en vinilo del single.
En diciembre de 2011, Neon Neon anunció el lanzamiento de una nueva canción de sus sesiones Stainless Style. La canción "Wheels" fue lanzada como parte de la compilación Complex, que celebraba el 10º aniversario de Lex Records. Un artículo de NME que anunciaba el lanzamiento de la canción sugería que Neon Neon iban a volver al estudio en 2012 para grabar un segundo álbum.
El 30 de abril de 2013, el grupo publicó su segundo álbum, Praxis Makes Perfect, centrado en la vida del editor italiano de izquierdas Giangiacomo Feltrinelli.

## Discografía

### Álbumes de estudio
- Stainless Style (2008)
- Praxis Makes Perfect (2013)

### Sencillos
- "Trick For Treat" (2007)
- "Raquel" (26 de noviembre de 2007)
- "I Lust U" (2008)
- "I Told Her On Alderaan/Trick For Treat" (2008)
- "Dream Cars" (2008)
- "Mid Century Modern Nightmare" (2013)
- "Hammer & Sickle" (2013)

- Datos: Q931866